# Imagination (groupe)
Pour les articles homonymes, voir Imagination (homonymie).
 (octobre 2017).
Si vous disposez d'ouvrages ou d'articles de référence ou si vous connaissez des sites web de qualité traitant du thème abordé ici, merci de compléter l'article en donnant les références utiles à sa vérifiabilité et en les liant à la section « Notes et références ».
Imagination est un groupe britannique de post-disco, funk et soul, originaire de Londres, en Angleterre. Il est formé par Leee John, Ashley Ingram et Errol Kennedy à Londres en 1981.

## Histoire

### Débuts
Leee John (chant, claviers) est né à Londres et élevé à New York, où il fait des chœurs pour les Delfonics et les Chairmen of the Board. Détecté par Trevor Horn, il rencontre Ashley Ingram (basse) lors d'une audition et ils forment ensemble le duo Fizz. De retour en Angleterre ils rencontrent Errol Kennedy, le batteur du groupe américain Midnight Express avec lequel ils vont créer le trio funk Imagination. Le nom du groupe est un hommage à l'une des plus célèbres chansons de John Lennon : Imagine.

### Succès
Produit par le duo de producteur Tony Swain et Steve Jolley, leur premier album Body Talk, qui sort en1981, connaît un succès immédiat (il contient plusieurs hit-singles comme Flashback, Body Talk, etc.), mais c'est avec son deuxième album, In the Heat of the Night, paru fin 1982, que la formation anglaise atteint son apogée, notamment avec le single Just an Illusion qui demeure son plus grand hit, classé no 2 au Royaume-Uni et au Top 10 un peu partout dans le monde ; Music and Lights, toujours extrait du même album, rencontre également un grand succès et fait partie des tubes funk emblématiques des années 1980.

### Déclin progressif et séparation
En 1983, l'album Scandalous marque le début du déclin du groupe (même s'il est encore, comme ses prédécesseurs, certifié disque d'or au Royaume-Uni). Il contient les singles Looking at Midnight, New Dimension et State of Love qui rentrent tous dans les classements, mais cependant loin des premières places. Leee John décide une pause en 1984 pour se consacrer à la comédie et à la télévision.
À la fin de cette même année, le groupe édite le titre inédit Thank You My Love qui rencontre un certain succès en Angleterre et en France, offrant à Imagination un ponctuel et bref regain de popularité car les singles suivants, Found My Girl, Last Days of Summer et Sunshine sont des échecs commerciaux.
En 1986, paraît l'album Trilogy qui devait s'intituler à l'origine The Key. La chanson éponyme ayant été retirée du disque, c'est le slow Trilogy qui baptise cet album dont la réalisation a été tumultueuse et qui aura très peu d'impact dans les classements.
En 1987, le groupe s'exile aux États-Unis et s'entoure de producteurs de renom : Nick Martinelli, Preston Glass et Ron Kersey. L'album Closer sort cette même année et Instinctual, le deuxième single extrait de l'album, devient finalement un tube dans les clubs US (classé no 1 au Hot Dance Club Songs) ; ce single permet également au groupe de refaire une apparition dans le Top 75 anglais (no 62), même si cela n'égale cependant pas le succès important qu'il rencontrait au tout début des années 1980. À noter sur ce disque, la participation du saxophoniste Kenny G sur la chanson The Last Time, qui sera le premier single extrait de l'album. Les suivants, I Know What Love is et Hold Me in Your Arms ne se classeront pas. C'est durant cette période qu'Errol Kennedy quitte le groupe, remplacé par Peter Royer. En 1989, Imagination réarrange ses anciens tubes et sort l'album-compilation Like It Is - All the Hits qui atteint alors une bonne 4e place au Royaume-Uni (meilleur score du groupe dans ce pays depuis des années et certifié disque d'or). Quelque temps plus tard, Ashley Ingram, l'âme musicale de la formation, s'en va pour travailler comme producteur (Des'ree, etc.).
L'album studio paru en 1992, The Fascination of the Physical reste anecdotique. À partir de cette date, le trio ne sortira plus que des compilations puis se séparera en 1995. Depuis, Leee John fait vivre l'âme du groupe en interprétant ses plus grands succès ; il a sorti en 2005 un album de jazz intitulé Feel My Soul unanimement salué par la presse spécialisée.
Ashley Ingram, quant à lui, est le fondateur et propriétaire de l'A.I.S.M. Language Institute, une école de langues qui a pour but de fournir des systèmes d’éducation pour les élèves en difficulté avec l’apprentissage des mots, de l’écoute et de la compréhension dans la langue anglaise.

## Discographie

### Albums studio
- 1981 : Body Talk
- 1982 : In the Heat of the Night
- 1983 : Scandalous
- 1986 : Trilogy (remasterisé en 2023)
- 1987 : Closer
- 1992 : The Fascination of the Physical
- 2016 : Retropia (Imagination featuring Leee John)

### Albums de remix
- 1983 : Night Dubbing
- 1989 : All the Hits – Hot Sensational Re-Mixes
- 2014 : Night Dubbing II (featuring Errol Kennedy)
- 2017 : You Can Be All You Want to Be, Pt. Z (16 Exclusive DJ Mixes)
- 2018 : Just an Illusion The Legay (15 international DJ Remixes)
- 2018 : You Can Be All You Want to Be, Pt. Z (9 International Remixes)
- 2021 : Flashback, - Revised & Remixed Classics (40t Anniversary Edition)

### Albums en concert
- 1982 : Live at the Dominion Theater (remasterisé en 2024)
- 2023 : Live at the Olympia Paris (Imagination featuring Leee John)

### Compilations
- 1984 : Gold
- 1985 : The Best of Imagination
- 1989 : Like it is: Revised and Remixed Classics
- 1990 : The Love Songs
- 1992 : Flashback
- 1994 : The Very Best of Imagination
- 1995 : Best of Imagination
- 1999 : Double Gold
- 2000 : The Very Best of Imagination
- 2004 : Golden Hits
- 2006 : Just an Illusion - The Best Of
- 2009 : Burnin' Up - The Greatest Hits
- 2013 : Flashback - The Very Best of Imagination
- 2014 : Greatest Hits
- 2023 : 40 Years (Imagination featuring Leee John) (Coffret 17CD/189 titres incluant tous les albums du groupe et du chanteur, agrémentés de remixes, Live, démos, inédits,...)

### Singles
- All I Want To Know (1982)[6]
- Body talk (1981)
- Flashback (1981)
- In and out of love (1981)
- So good, so right (1981)
- Tell me do you want my love (1981)
- Burnin'up (1981)
- Just an Illusion (1982)
- Music and Lights (1982)
- In the heat of the night (1982)
- Follow me ( 1982 )
- Heart N Soul (1982)
- Changes (1983)
- Looking at midnight (1983)
- Shoo be doo da dabba doobee ( 1983 )
- New Dimension (1983)
- State of love (1984)
- Point of no return (1984)
- This Means war (1984)
- Thank you my love (1984)
- Found my girl (1985)
- Body and soul (1985)
- Last days of summer (1985)
- Sunshine (1986)
- Rock me slow (Leee John)(1986)
- The last time (1987)
- I Know what love is (1987)
- Hot nights (1987)
- Closer (1987)
- Instinctual UK (1987)
- Instinctual US (1988)
- Hold me in your arms (1988)
- Love's taking Over (1989)
- The Megamix (1989)
- Just an Illusion '89 (Promo) (1989)
- Loving tight (1992)
- I like it (1992)
- Call on me (1993)
- Passion (2001)
- The Megamix (2009)
- Betcha By Golly Wow (feat. Leee John) (2011)
- Secrets (2016)